# Simbabwische Cricket-Nationalmannschaft
Die simbabwische Cricket-Nationalmannschaft (englisch Zimbabwe national cricket team), deren Spieler auch unter dem Spitznamen The Chevrons bekannt sind, vertritt Simbabwe auf internationaler Ebene in der Sportart Cricket. Das Team wird vom Verband Zimbabwe Cricket (ZC) geleitet und ist seit 1992 Vollmitglied im International Cricket Council. Die Mannschaft besitzt somit Teststatus. Das simbabwische Cricket geht zurück auf die britische Kolonialzeit im damaligen Rhodesien und ist seitdem stark von Südafrika beeinflusst worden. Da Simbabwe vor 1980 kein unabhängiges Land war, wurde es nicht zu den ersten beiden Cricket-Weltmeisterschaften der Jahre 1975 und 1979 eingeladen.
Simbabwe ist die neuntälteste Nationalmannschaft im Test Cricket und bestritt seinen ersten Test 1992 gegen Indien. Größte Erfolge bei Turnieren waren das zweimalige Erreichen der Super 6 bei Cricket World Cups (1999 und 2003), das Viertelfinale bei der Champions Trophy (2000) und die Super 12 beim T20 World Cup (2022). Aufgrund politischer Einmischung seitens der Regierung wurde Simbabwe zweimal (2004–2005 und 2006–2011) vom internationalen Cricket ausgeschlossen. Ein ehemaliger simbabwischer Spieler wurde bisher in die ICC Cricket Hall of Fame aufgenommen.

## Geschichte

### Einführung und Verbreitung von Cricket

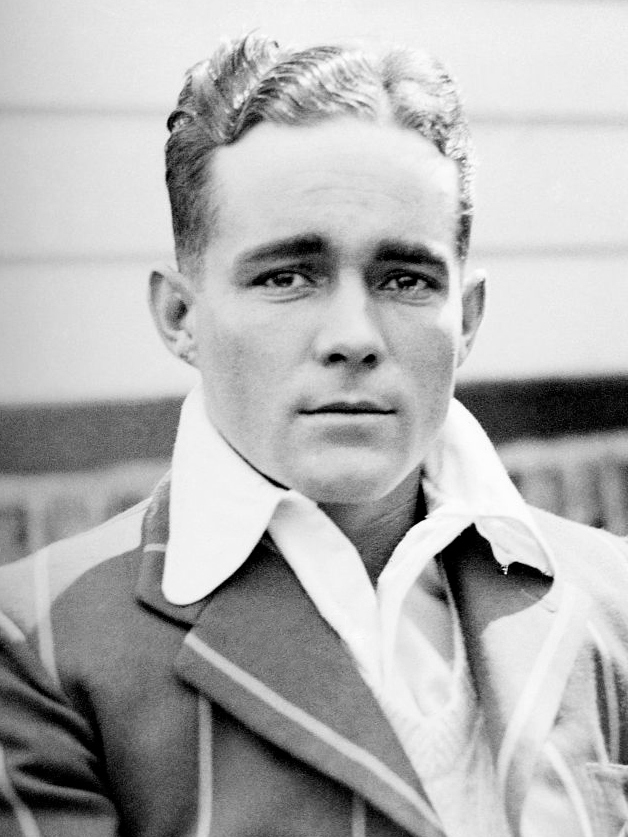
Denis Tomlinson wurde 1935 Rhodesiens erster Test-Cricket-Spieler

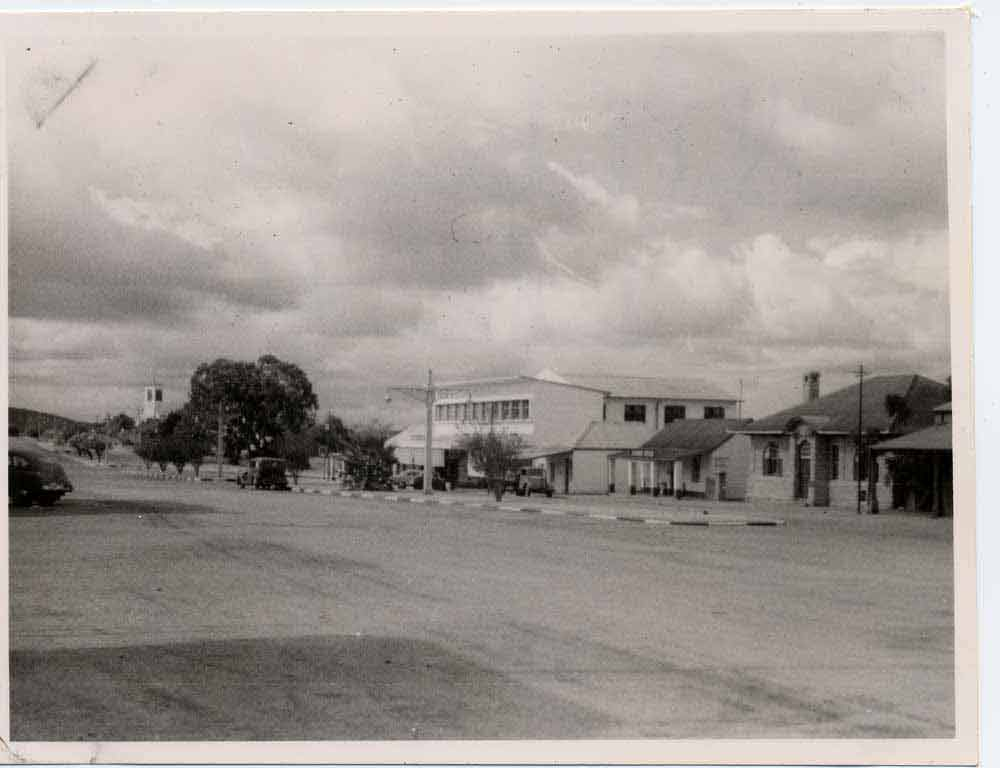
Fort Victoria (1952), wo am 16. August 1890 das erste Cricketspiel in Rhodesien stattfand

1890 erreichte die Pioneer Column, eine von Cecil Rhodes und der British South Africa Company (BSAC) aufgestellte Söldnertruppe, von der Kapkolonie her die Territorien nördlich des Flusses Limpopo. Am 16. August 1890, kurz nachdem Rhodes die Ortschaft gründen ließ, fand nahe Fort Victoria auf einer Pitch mit einer Größe von 22 Yards das erste nachweislich bekannte Cricketspiel Rhodesiens statt. Bei der Auswahl der Söldner legten die Kolonialbeamten, die ihre Bildung überwiegend an britischen Public Schools erhalten hatten, großen Wert auf sportliche Leistungen. Sie waren interessiert daran, britische Ballspiele in der neuen Kolonie zu verbreiten. Entsprechend nahmen Cricket und Rugby eine herausragende Rolle ein, denn sie sollten eine ideelle Verbindung zum Vereinigten Königreich herstellen. Vor allem aber förderten diese beiden Sportarten nach Ansicht der Kolonialisten in besonderem Maße „imperiale Ideologien von der Macht der Briten und von Männlichkeit, die sich in sportlichen Leistungen ausdrückt“. In der von kriegerischen Konflikten (Jameson Raid, Zweiter Matabelekrieg, Zweiter Burenkrieg) geprägten Anfangszeit der Kolonie versuchte die BSAC, durch regelmäßige Sportberichte in der südafrikanischen und britischen Presse eine gewisse Normalität vorzutäuschen, um den Zuzug weiterer Siedler aufrechtzuerhalten.
Rhodes erkannte nach einiger Zeit, dass die BSAC allein nicht in der Lage war, den von Siedlern bevorzugten südlichen Teil Rhodesiens effektiv zu verwalten. 1897 ernannte er deshalb seinen Freund William Henry Milton zum Administrator des Territoriums Mashonaland (ab 1901 zusätzlich von Matabeleland und somit von ganz Südrhodesien), um eine Zivilverwaltung aufzubauen. Milton hatte 1874/75 für die englische Rugby-Union-Nationalmannschaft gespielt und war von 1889 bis 1892 Kapitän der südafrikanischen Cricket-Nationalmannschaft gewesen. In seiner bis 1914 dauernden Amtszeit schuf er unter anderem Strukturen für die sportliche Betätigung, beispielsweise durch die Einführung von Schulsport. Für die Siedler war das Sporttreiben ein bedeutendes Mittel zur sozialen Akkulturation, da es den Kontakt zwischen relativ weit entfernten Siedlungen ermöglichte und zur Schaffung einer einheitlichen „weißen“ Kultur beitrug. Die Bildung einer ausgrenzenden Siedleridentität schien für die Aufrechterhaltung der Vorherrschaft und Kontrolle über die weitaus größere einheimische Bevölkerung unerlässlich zu sein. Miltons rassistisch geprägter Einfluss war beträchtlich und er war mehr als jeder andere dafür verantwortlich, die Grundlagen eines segregierten Sportbetriebs zu schaffen. Dies hatte zur Folge, dass Cricket praktisch ausschließlich von „Weißen“ gespielt wurde. Mitte der 1890er Jahre war das wichtigste Spiel der rhodesischen Cricketsaison jenes zwischen Salisbury und Bulawayo. Die erste englische Mannschaft, angeführt von Lord Hawke, besuchte 1898/99 Rhodesien und die Spiele wurden auf mit Kokosmaterialien mattierten Pitches ausgetragen.

### Rhodesisches Cricket
Als die Eisenbahn im Jahr 1897 Bulawayo erreichte, ermöglichte sie die Aufnahme regelmäßiger sportlicher Beziehungen mit Südafrika. Die Gründung des Verbandes Rhodesia Cricket Union (RCU) erfolgte im Jahr 1898. Mit der ersten Teilnahme am südafrikanischen Currie Cup hielt 1904/05 First-Class Cricket in Rhodesien Einzug. Das erste First-Class-Spiel fand am 15./16. März 1905 in Johannesburg gegen die Mannschaft Transvaals statt, wobei Rhodesien mit einem Innings und 170 Runs verlor. Nach der ersten Saison nahm Rhodesien über ein Vierteljahrhundert nicht mehr am Currie Cup teil. Ab 1931/32 beteiligte es sich wieder an dem Turnier und gewann vier von fünf Spielen, musste aufgrund des damaligen Punktesystems den Pokal jedoch der Western Province überlassen. Die rhodesische Mannschaft nahm dann ab 1946/47 regelmäßig an dem Turnier teil, die „Heimspiele“ fanden jedoch in Südafrika statt, damit die südafrikanischen Teams nicht zu viel reisen mussten. In der Zwischenzeit wurde Denis Tomlinson Rhodesiens erster Test-Cricket-Spieler, nachdem er 1935 für die südafrikanische Mannschaft nominiert worden war, um an deren Englandtour teilzunehmen. Chris Duckworth war während der Englandtour 1955 der zweite Spieler und Tony Pithey während des Besuch Englands 1956/57 der dritte. Auch andere gute Spieler wie Colin Bland spielten internationales Cricket für Südafrika.
Die seit 1953 bestehende Föderation von Rhodesien und Njassaland wurde zehn Jahre später aufgelöst, womit die RCU die Zuständigkeit für den Rugbysport in den neuen unabhängigen Staaten Sambia und Malawi abtreten musste. Die „weiße“ Minderheit Südrhodesiens verfügte damals über ein hohes Maß an Selbstverwaltung und wollte ihre privilegierte Stellung behalten, was jedoch für die Briten angesichts der fortschreitenden Dekolonisation inakzeptabel war. Nachdem Verhandlungen über die politische Gleichberechtigung der „schwarzen“ Mehrheit gescheitert waren, erklärte die von Ian Smith angeführte Regierung am 11. November 1965 einseitig die Unabhängigkeit von Rhodesien vom Vereinigten Königreich. Die britische Regierung unter Harold Wilson hielt dieses Vorgehen für einen Akt der Rebellion und unternahm auf internationaler Ebene zahlreiche Anstrengungen, um der rhodesischen Regierung jegliche internationale Legitimität zu verweigern. Diese erstreckten sich bald auch auf den Bereich des Sports und ab 1967 argumentierte die britische Regierung, dass sportliche Kontakte eine Form der „Unterstützung für das illegale Regime in Rhodesien“ seien.
Die Boykottbemühungen richteten sich nicht gegen die Rassentrennung an sich, sondern waren ausdrücklich auf die Illegitimität der Smith-Regierung fokussiert. Im Gegensatz zu Südafrika basierte die Diskriminierung der Bevölkerungsmehrheit Rhodesiens nicht auf einer staatlich festgelegten und organisierten Apartheid, zumal eine solche in Rhodesien aufgrund eines Mangels an dafür erforderlichen Sicherheitskräften ohnehin nicht durchsetzbar war. Vielmehr war sie Ausdruck einer Ausgrenzung auf gesellschaftlicher und wirtschaftlicher Ebene. Im Sportbereich manifestierte sie sich auf unterschiedliche Weise. Sportarten, die teure Ausrüstung und Einrichtungen oder besondere Trainingsmethoden erfordern, wurden von der wohlhabenden „weißen“ Siedlergemeinschaft dominiert, während viele „schwarze“ Rhodesier allein schon mangels finanzieller Mittel davon ausgeschlossen waren. Bei Sportarten ohne solche Anforderungen war hingegen bereits seit den 1950er Jahren ein Abbau der trennenden Barrieren feststellbar, was insbesondere auf Fußball und Leichtathletik zutraf. Sportarten wie Rugby und Cricket wiederum, deren Verbände enge Beziehungen zu Südafrika pflegten, wiesen einen hohen Grad an Segregation auf.
Der jährlich ausgetragene Logan Cup war zwar weniger prestigeträchtig, trug aber wesentlich zur Konditionierung der rhodesischen Spieler bei. Er wurde als Wochenendturnier zwischen den damaligen vier Provinzmannschaften Matabeleland, Mashonaland, Manicaland und Midlands begründet, und wurde später um die Mannschaften Nordrhodesien (das heutige Sambia) ergänzt. In den Wintermonaten nahm das Sunday Country Districts-Cricket seinen Anfang. Daneben unternahmen die Stragglers, bestehend aus Spielern aus Mashonaland, in den späten 1950er und frühen 1960er Jahren in den Wintermonaten Touren nach Njassaland (das heutige Malawi), wo sie am Wochenende Matches auf mattierten Pitches in Blantyre spielten. 1961 erzielte Chris Duckworth 91 Runs innerhalb von 58 Minuten. Seit der Saison 1993/94 verfügt der Logan Cup über First-Class-Status. Im Oktober 1961 besuchte Neuseeland zu Beginn seiner Südafrikatour Rhodesien. Es spielte zwei First-Class-Matches, das erste in Bulawayo und das zweite in Salisbury. Beide Spiele endeten Remis.
David Lewis war von 1953/54 bis 1963/64 für zehn Jahre Kapitän der rhodesischen Mannschaft. Gegen Ende der 1970er Jahre führte Mike Procter die Mannschaft an. Trotz der Vielzahl an talentierten Spielern gelang es Rhodesien nicht, den Currie Cup zu gewinnen. Insgesamt 242 Spieler spielten für Rhodesien First-Class- und List-A-Cricket. Rhodesien erhielt keine Einladung zu den ersten beiden Weltmeisterschaften (1975 und 1979), da es als nicht unabhängiges Land kein Mitglied des International Cricket Council (ICC) war. 1979/80 spielte die Mannschaft als „Simbabwe-Rhodesien“ und, nachdem Simbabwe offiziell Unabhängig geworden war, verließ es schließlich den Currie Cup. Bis zur Unabhängigkeit durften rhodesische Spieler für die südafrikanische Nationalmannschaft nominiert werden.

### Nach der Unabhängigkeit

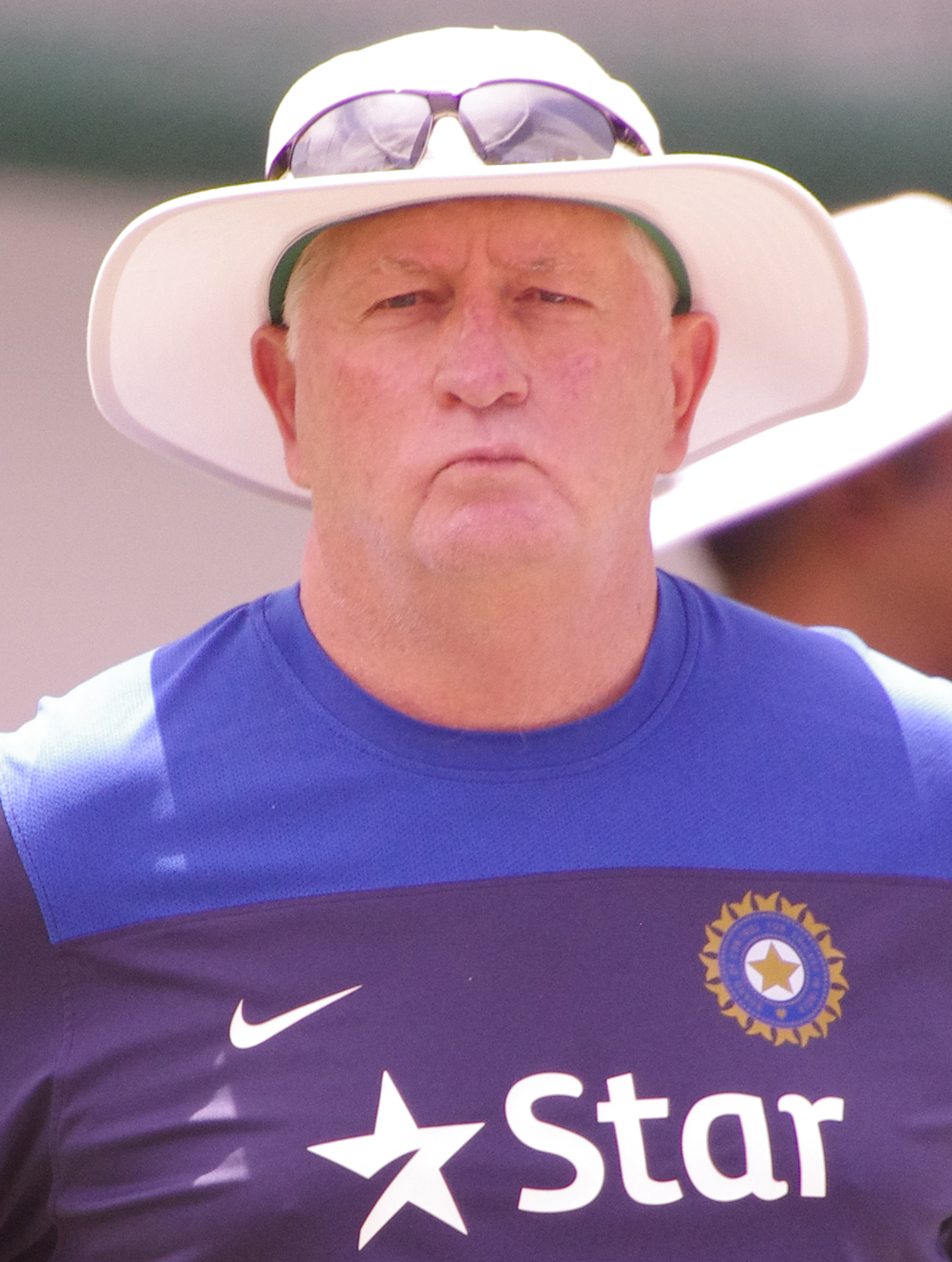
Duncan Fletcher, der im Eröffnungsspiel des Cricket World Cups 1983 entscheidende Beiträge zum Sieg Simbabwes über Australien lieferte

Auf der Grundlage des Lancaster-House-Abkommens erlangte das Land am 18. April 1980 seine Unabhängigkeit und benannte sich in Simbabwe um, was auch das Ende der „weißen“ Minderheitsherrschaft bedeutete. Ebenso nahm die Rhodesia Cricket Union den neuen Namen Zimbabwe Cricket Union (ZCU) an. Aufgrund des starken internationalen Drucks, das südafrikanische Apartheidregime zu boykottieren, brach Simbabwe sämtliche Beziehungen zum südafrikanischen Cricket ab und zog sich aus dem Currie Cup sowie anderen Wettbewerben zurück. Im Gegenzug wurde die ZCU in die internationalen Strukturen integriert. Die einzigen First-Class-Matches in den Saisons 1980/81 und 1981/82 absolvierte Simbabwe gegen tourende Mannschaften. Simbabwe wurde am 21. Juli 1981 ein assoziiertes Mitglied des ICC und die Mannschaft spielte First-Class-Matches während ihrer ersten Englandtour 1982. Simbabwe gewann die ICC Trophy 1982, was als erster Schritt Richtung Teststatus galt. Damit qualifizierte sich das Team für die Weltmeisterschaft 1983 in England und es gelang ihm ein Überraschungssieg über Australien im Eröffnungsspiel. Simbabwe erzielte 239 Runs für den Verlust von sechs Wickets in 60 Over, wozu Kapitän Duncan Fletcher 69 Runs ohne den Verlust seines Wickets beisteuerte. Fletcher lieferte danach sein bestes Bowling seiner Laufbahn, nahm vier Wickets für 42 Runs und beschränkte Australien auf 226 Runs für den Verlust von sieben Wickets, wodurch Simbabwe einer der größten Überraschungssiege in der Cricket-Geschichte gelang. Simbabwe landete jedoch auf dem letzten Tabellenplatz, nachdem alle fünf weiteren Gruppenspiele verloren gingen. Die Mannschaft erlitt eine Schwächung, nachdem „weiße“ Spieler wie Graeme Hick das Land verlassen hatten und ihre Laufbahnen auswärts fortsetzten.
Nach dem Erfolg bei der ICC Trophy 1986 nahm Simbabwe an der Weltmeisterschaft 1987 in Indien und Pakistan teil, verlor jedoch alle seine sechs Gruppenspiele, gegen Neuseeland jedoch nur knapp. Es jagte eine Vorgabe von 243 Runs in 50 Over und der Wicket-Keeper-Batter David Houghton trug 142 Runs bei, Simbabwe wurde jedoch im letzten Over mit 239 Runs ausgebowlt und verlor das Spiel mit drei Runs.
Nach der Qualifikation durch den Gewinn der ICC Trophy 1990 nahm Simbabwe an der Weltmeisterschaft 1992 in Australien und Neuseeland teil, konnte sich jedoch nicht für die nächste Runde qualifizieren, nachdem das Team sechs seiner acht Spiele verloren hatte, trotz zweier herausragender Leistungen. Im ersten Spiel gegen Sri Lanka erzielte Simbabwe sein damals höchstes Ergebnis von 312 Runs für den Verlust von vier Wickets, wozu der Wicket-Keeper-Batter Andy Flower 115 Runs ohne den Verlust seines Wickets beisteuerte. Sri Lanka erreichte diese Vorgabe jedoch und gewann mit drei Wickets. Im letzten, nicht mehr entscheidenden Spiel traf Simbabwe auf England, das sich bereits für das Halbfinale qualifiziert hatte. Simbabwe wurde für 134 Runs ausgebowlt. Eddo Brandes erzielte danach herausragende vier Wickets für nur 21 Runs und bowlte Graham Gooch mit seinem ersten Ball aus. England verlor nach 125 Runs alle Wickets, wodurch Simbabwe ein Überraschungssieg mit neun Runs gelang. Diese 22 Spiele während der ersten drei Weltmeisterschaften waren in dem Zeitraum die einzigen internationalen Begegnung Simbabwes.

### Die junge Testnation
1992 erfolgte die Umbenennung des Verbandes in Zimbabwe Cricket und am 6. Juli desselben Jahres erhielt Simbabwe als neuntes Land vom ICC den Teststatus. Sein erstes Test Match bestritt Simbabwe im Oktober 1992 in Harare gegen Indien und erreichte ein Remis. Simbabwe war somit die erste Mannschaft, die eine Niederlage in ihrem ersten Test vermied, seit Australiens Sieg gegen England im allerersten Test 1877. Simbabwes darauf folgende Tests verliefen jedoch enttäuschend, wodurch der Testsstatus in Zweifel gezogen wurde. Der erste Sieg gelang 1995 gegen Pakistan mit einem Innings-Sieg. Im One-Day Cricket tat es sich ebenfalls schwer. Beim Cricket World Cup 1996 in Indien, Pakistan und Sri Lanka schied es abermals in der Vorrunde aus, nachdem nur ein Sieg gegen Kenia gelungen war. Allerdings gelang zum Ende des Jahres ein überraschender 3–0-Sieg in der ODI-Serie gegen England.

### Kurzes goldenes Zeitalter

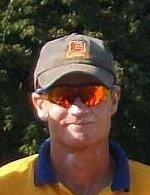
Grant Flower, der Bruder von Andy Flower

Trotz der Schwierigkeiten seiner Mannschaft galt der Wicket-Keeper-Batter Andy Flower als einer der besten Batter; seine Batting Average betrug in den Jahren 2000 und 2001 mehr als 80. Simbabwe verfügte auch über Cricketspieler wie Flowers Bruder Grant, sowie die All-rounder Andy Blignaut und Heath Streak (der später Kapitän der Nationalmannschaft werden sollte). Murray Goodwin galt ebenfalls als Batman von Weltklasse; nach seinem Rückzug vom internationalen Cricket sollte er für Sussex viele Runs erzielen. Ein anderer Batman mit hoher Qualität war David Houghton, der 1994/95 gegen Sri Lanka den simbabwischen Rekord für das höchste individuelle Test-Ergebnis von 266 Runs erzielte. Der mehrmalige Kapitän und Middle order Batter Alistair Campbell, der leg-spin-All-rounder Paul Strang, Eddo Brandes und der spin bowler/Opening Batter Neil Johnson leisteten auf der internationalen Bühne ebenfalls ihren Beitrag für Simbabwe. Mit der Etablierung dieser Qualitätsspieler in den späten 1990er Jahren gelang es Simbabwe, mit den anderen Testnationen mitzuhalten und auch Test Matches zu gewinnen, einschließlich einer Testserie in Pakistan.
Bei der folgenden Weltmeisterschaft 1999 gelang es dem Team erstmals die Vorrunde zu überstehen, worauf es sich in der Super-6-Runde geschlagen geben musste. Simbabwe verpasste das Halbfinale nur aufgrund der schwächeren Net Run Rate gegenüber Neuseeland. In der Gruppenphase besiegte Simbabwe Indien mit drei Runs, bevor es auf den Nachbarn Südafrika traf. Simbabwe erzielte in seinem Innings 233 Runs für den Verlust von sechs Wickets, wozu der Opening Batter Neil Johnson 76 Runs beitrug. Im eigenen Innings verloren die Südafrikaner für 40 Runs sechs Wickets, bevor sowohl Lance Klusener als auch Shaun Pollock Fifties erzielten und die Vorgabe auf 48 Runs reduzierten. Dies war Südafrikas erste Niederlage gegen Simbabwe und zugleich einer der denkwürdigsten Siege der Mannschaft. Neil Johnson bowlte herausragend, erzielte drei Wickets und wurde als „Man of the match“ ausgezeichnet. Johnson zog sich nach dem Turnier jedoch aus der Nationalmannschaft zurück.
In diesem Zeitraum gelang es Simbabwe, Siege gegen alle Testnationen (bis auf Australien) zu erzielen. Simbabwe bezwang Neuseeland 2000/01 daheim und auswärts. Die Mannschaft erreichte auch bei verschiedenen multinationalen ODI-Turnieren das Endspiel. 2001 war Simbabwe Gastgeber des Coca-Cola Cups, an dem neben dem Gastgeber Indien und die West Indies teilnahmen. Simbabwe verlor alle seine Spiele in der Vorrunde, wodurch Indien und die West Indies das Endspiel unter sich ausmachten.

### Zeichen des Niedergangs

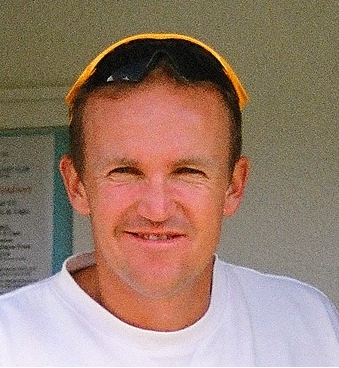
Der simbabwische Spieler Andy Flower trug zusammen mit Henry Olonga bei der Weltmeisterschaft 2003 schwarze Armbänder „in Trauer für den Tod der Demokratie“ in Simbabwe

Die zunehmende Politisierung des Crickets, einschließlich der Auswahl der Spieler nach ethnischer Zugehörigkeit, zusammen mit der sich verschlechternden politischen Situation in Simbabwe, hatte einen störenden Einfluss auf die Weltmeisterschaft 2003, die Simbabwe zusammen mit Südafrika und Kenia organisierte. England weigerte sich, zu seinem Spiel in Simbabwe anzutreten und riskierte so das eigene Vorankommen im Turnierverlauf. Offiziell sahen die Engländer ihre Sicherheit nicht gewährleistet, der eigentliche Grund dürfte eher ein Protest gegen die politischen Verhältnisse gewesen sein. Zwei simbabwische Spieler, Henry Olonga und Andy Flower, trugen bei ihrem ersten Spiel gegen Namibia ein schwarzes Armband, um dem „Tod der Demokratie“ in ihrem Heimatland zu gedenken. Beide Spieler wurden daraufhin aus der Nationalmannschaft ausgeschlossen und ersuchten in Übersee um politisches Asyl. Dieser offene politische Protest brachte die Mitgastgeber in erhebliche Verlegenheit und störte auch die Harmonie innerhalb der Mannschaft. Simbabwe gelang es, auch dank des als Sieg für sie gewerteten ausgefallenen Spiels gegen England, sich abermals für die Super 6 zu qualifizieren, schied dort nach Niederlagen gegen Neuseeland, Kenia und Sri Lanka jedoch aus.
Nach Abschluss der Weltmeisterschaft 2003 beendeten viele der besten simbabwischen Spieler ihre Laufbahnen vorzeitig und es begann sich eine neue Mannschaft zu entwickeln. Obwohl sie nicht an die früheren Erfolge anknüpfen konnte, bildete diese neue Generation von überwiegend multidisziplinären Spielern das Rückgrat einer auf dem Papier konkurrenzfähigen, auf dem Feld jedoch weniger erfolgreichen Mannschaft. Ende 2003 unternahm Simbabwe eine Australientour für zwei Tests. Diese Tour blieb vor allem für das Innings des australischen Opening Batter Matthew Hayden im ersten Test in Erinnerung, als er Rückenprobleme überwand und einen neuen Rekord mit 380 Runs aufstellte; Simbabwe dagegen zeigte schwache Leistungen.

### Rückzug und Wiederanfang

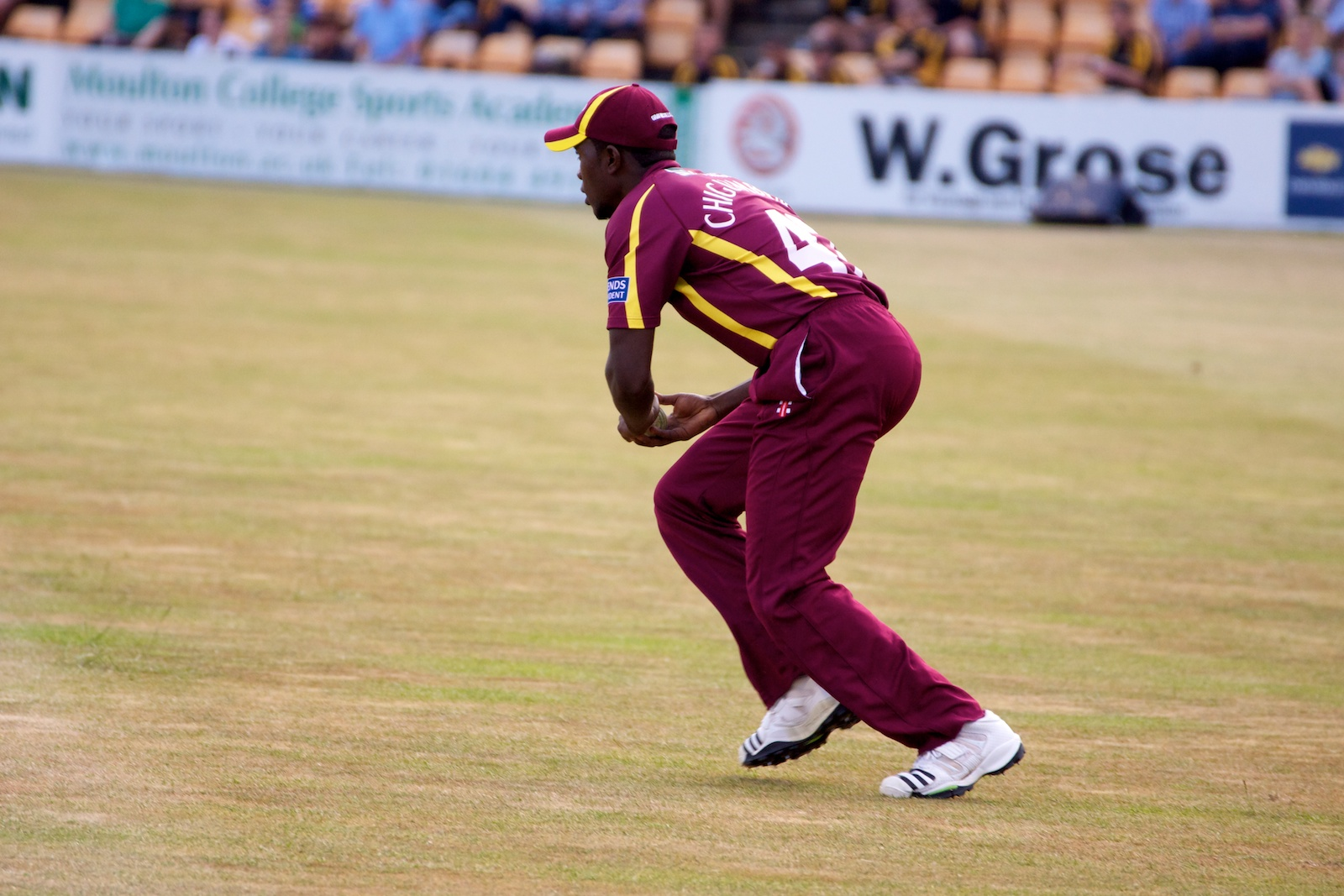
Elton Chigumbura, Mitglied der simbabwischen Mannschaft bei der Weltmeisterschaft 2007 und späterer Kapitän der Nationalmannschaft

Im Jahr 2004 weigerte sich die Zimbabwe Cricket Union (ZCU), den Kapitän Heath Streak für das Team aufzustellen. Als Reaktion weigerten sich 14 Spieler für Simbabwe anzutreten und wurden daraufhin von der ZCU ebenfalls nicht weiter berücksichtigt. Diese Schwächung der Mannschaft zwang Simbabwe, seine Testspiele für das Jahr 2004 auszusetzen, wohingegen der Teststatus unangetastet blieb. Ein angesetzter Besuch Sri Lankas fand wie geplant statt, entwickelte sich jedoch zu einer einseitigen Angelegenheit, da die unerfahrenen Spieler über keine internationale Erfahrung verfügten. Als im Jahr 2005 Simbabwe wieder Testspiele bestritt, folgten aufgrund von Rückzügen seitens erfahrener Spieler mehrere hohe Niederlagen. Im März 2005 verlor Simbabwe zwei Tests in Südafrika jeweils mit einem Innings. Noch enttäuschendere Ergebnisse folgten daheim im August gegen Neuseeland, als es einen Test innerhalb von zwei Tagen verlor. Simbabwe war sogar die erst zweite Testmannschaft (nach Indien 1952), die zweimal am selben Tag ausgebowlt wurde. Im September desselben Jahres verlor das Team beide Tests gegen Indien. Nach dieser Testserie zog sich Streak vom internationalen Cricket zurück, was für die Mannschaft einen weiteren Rückschlag bedeutete. Ende 2005 konnte eine Übereinkunft erzielt werden, nach der abtrünnige Spieler wieder in die simbabwische Nationalmannschaft integriert wurden. Simbabwe setzte mit Zustimmung des ICC die Teilnahme an weiteren Testspielen für 2006 aus.
Simbabwe war Gastgeber der Tri-Series 2005/06, an der auch Indien und Neuseeland teilnahmen. Der Gastgeber verlor alle vier Spiele, woraufhin Indien und Neuseeland das Endspiel unter sich ausmachten. Beim Cricket World Cup 2007 in den West Indies erfolgte ein Ausscheiden in der Vorrunde, wobei das Team gegen Irland nur ein Unentschieden erreichte. Bei der neu eingerichteten Weltmeisterschaft im Twenty20-Cricket gelang bei der ersten Ausgabe 2007 zunächst ein Auftaktsieg gegen Australien, es schied dennoch in der Vorrunde aus. Bei der nächsten Ausgabe im Jahr 2009 setzten England und Südafrika aus politischen Gründen Simbabwe unter Druck, sein Team zurückzuziehen, was letztlich auch geschah.
Im Oktober 2007 gab es vielversprechende Ankündigungen, nach denen Simbabwe an allen drei südafrikanischen Turnieren teilnehmen sollte um die Qualität des Crickets zu verbessern. Die Teilnahme an den Turnieren hing jedoch in der Schwebe, da die Entscheidung von einer Ratsversammlung von Cricket South Africa abhing. Ende November 2007 konnte ein Kompromiss erzielt werden, wonach Simbabwe an der MTN Domestic Championship und der Standard Bank Pro 20 Series teilnehmen könne, jedoch nicht wie ursprünglich geplant an der SuperSport Series. Stattdessen spielte es drei First-Class-Matches gegen eine südafrikanische Auswahlmannschaft, bestehend aus Franchise- und Provinzspielern. Simbabwe gewann die drei Spiele in Paarl, Potchefstroom und Kimberley. Zwischen diesen Spielen empfing Simbabwe für eine Serie von fünf ODIs die West Indies und es gelang ein Überraschungssieg im ersten Spiel, ehe die Gäste die Serie 3–1 gewannen. Das letzte Spiel musste wegen Regens abgesagt werden.

### Rückkehr auf internationale Ebene
In der Saison 2010 fand in Simbabwe die Triangular Series statt, an der auch Indien und Sri Lanka teilnahmen. Simbabwe gelang es, drei Spiele der Vorrunde zu gewinnen, im Finale unterlag es jedoch gegen Sri Lanka. Der Wiedereinstieg in internationale Turniere begann mit den Teilnahmen an der ICC World Twenty20 2010 und der Weltmeisterschaft 2011, wo das Team jeweils in der Vorrunde ausschied, sich jedoch bei letzterem zumindest gegen die assoziierten Mitglieder behaupten konnte. Auch bestritt Simbabwe im August 2011 seinen ersten Test nach dem Rückzug 2006 gegen Bangladesch, den es mit 130 Runs gewann. Nach dem Test absolvierten Simbabwe und Bangladesch eine ODI-Serie von fünf Spielen. Simbabwe gewann die Serie mit 3–2, wodurch es die erste Serie gegen eine Testnation seit 2006 gewann.
Anfang November 2011 war Simbabwe kurz davor, einen Heimtest gegen Neuseeland zu gewinnen. Es hatte eine Vorgabe von 366 Runs im zweiten Innings und stand bei 265 Runs für den Verlust von drei Wickets, wozu Taylor 117 beisteuerte. Jedoch konnte der verbliebene Teil der Mannschaft nicht bestehen und so gewann Neuseeland dennoch mit 34 Runs. Im Januar und Februar 2012 unternahm Simbabwe eine Neuseelandtour für einen Test, drei ODIs und zwei T20Is, verlor jedoch alle sechs Spiele. Im Test wurde es zweimal am dritten Tag ausgebowlt – für 51 (Simbabwes niedrigstes Innings-Total) und 143 Runs – und verlor mit einem Innings und 301 Runs.

### Finanzielle Probleme
Bei der ICC World Twenty20 2012 in Sri Lanka scheiterte das Team deutlich in der Vorrunde, nachdem es in beiden Spielen gegen den Gastgeber und Südafrika unterlegen war. Im August und September 2013 empfing Simbabwe Pakistan für zwei Tests, drei ODIs und zwei T20Is. Pakistan gewann beide T20Is, bevor sie auch die ODI-Serie mit 2–1 für sich entschieden. Die Gäste gewannen auch den ersten Test, nachdem Younis Khan ein Double-Century (200 Runs) im zweiten Innings erzielt hatte. Simbabwe gewann jedoch den zweiten Test mit 24 Runs – seit 2001 der erste Sieg über eine andere Mannschaft als Bangladesch – und egalisierte die Testserie mit 1–1. 2013/14 verschlechterte sich der finanzielle Zustand von Zimbabwe Cricket zusehends. Der ICC musste einspringen und finanzielle Hilfe leisten, die Verwendung der Geldleistungen wurde jedoch hinterfragt. Simbabwische Spieler drohten mehrmals mit Boykott und gründeten eine Spielergewerkschaft. Die simbabwische Mannschaft tat sich schwer, Sponsoren zu finden, was die heimische Spielstruktur gefährdete und zur Streichung von Turnieren wie der Pro40 führte. Eine Reihe von Zugeständnissen an die Spieler wurden ebenfalls gestrichen. Mehrere Touren wurden verschoben, gekürzt oder nicht ausgetragen. In der nächsten Ausgabe der ICC World Twenty20 2014 gewann man zwar in der Vorrunde gegen die Niederlande und die Vereinigten Arabischen Emirate, scheiterte jedoch aufgrund der schlechteren Net Run Rate an den Niederlanden.
Im Juli 2014 empfing Simbabwe Afghanistan für vier ODIs. Es gewann die ersten beiden Spiele, die Gäste gewannen jedoch die anderen beiden und glichen die Serie aus. Im darauf folgenden Monat empfing Simbabwe Südafrika für einen Test und drei ODIs, es verlor jedoch alle vier Spiele. Australien gesellte sich dazu und alle drei Mannschaften bestritten die Tri-Series 2014. Nachdem es die ersten beiden Spiele gegen Australien und Südafrika verloren hatte, gelang es Simbabwe im vierten ODI Australien überraschend zu besiegen. Dies war der erste Erfolg Simbabwes über Australien nach 31 Jahren; letztmals war dies beim World Cup 1983 in England gelungen. Dennoch verlor es im letzten Spiel und schied aus dem Turnier aus. Ende 2014 tourte Simbabwe für drei Tests und fünf ODIs nach Bangladesch, verlor jedoch alle acht Spiele. Daraufhin wurde Stephen Mangongo als Trainer entlassen. Ende Dezember 2014 wurde er von Zimbabwe Cricket durch Dav Whatmore ersetzt.

### Schwache Turnierverläufe
Bei der Weltmeisterschaft 2015 in Australien und Neuseeland konnte das Team nur das Spiel gegen die Vereinigten Arabischen Emirate gewinnen und schied in der Gruppenphase aus. Im Laufe des Turnieres gab Brendan Taylor seinen Rückzug vom simbabwischen Cricket bekannt, für das er 433 Runs und zwei Centuries erzielt hatte. Zum Ende des Turnieres zählte Taylor zu den besten Runs-Scorern. Im Mai 2015 war Simbabwe nach dem Angriff auf das Cricketteam Sri Lankas in Lahore 2009 das erste Vollmitglied, das wieder eine Pakistantour unternahm. Simbabwe verlor die T20I-Serie mit 0–2 und die ODI-Serie mit demselben Ergebnis. Im Juli desselben Jahres empfing Simbabwe Indien, verlor jedoch die ODI-Serie mit 0–3, während die T20I-Serie mit 1–1 unentschieden endete, einschließlich Simbabwes ersten T20I-Sieg in Harare. Im August 2015 empfing Simbabwe Neuseeland für drei ODIs und gewann das erste Spiel, gab die Serie jedoch mit 1–2 aus der Hand, und es verlor auch das T20I-Match. Pakistan besuchte Ende September Simbabwe, nachdem die Mannschaft beschlossen hatte, die Tour zu verschieben um die eigene Qualifikation für die ICC Champions Trophy 2017 nicht mit möglichen Niederlagen zu gefährden. Pakistan gewann die T20I-Serie mit 2–0 und die ODI-Serie mit 2–1.
Nach der Serie gegen Pakistan empfing Simbabwe im Oktober die damaligen Associate Members Irland und Afghanistan gleichzeitig. Simbabwe besiegte Irland in der ODI-Serie mit 2–1. Afghanistan bezwang dagegen Simbabwe mit 3–2 und gewann seine ODI-Serie. Es war dies das erste Mal, dass ein Associate Member eine Testnation in einer bilateralen Serie bezwang. Simbabwe verlor auch seine T20I-Serie gegen Afghanistan mit 0–2. Nach mehreren verlorenen Heimspielen tourte Simbabwe im November nach Bangladesch. Das Team erlitt jedoch weitere Niederlagen, als es die ODI-Serie mit 0–3 verlor, während die T20I-Serie mit 1–1 unentschieden endete. Zum Jahreswechsel 2015/16 bestritt Simbabwe eine ODI-Serie von fünf und eine T20I-Serie von zwei Spielen gegen Afghanistan in den Vereinigten Arabischen Emiraten. Bis zum vierten Spiel verlief die ODI-Serie ausgeglichen, bevor es diese mit 2–3 verlor; ebenso verlor Simbabwe beide T20I-Spiele. Simbabwe besuchte daraufhin Bangladesh für vier T20Is, die mit 2–2 unentschieden endeten.
Nach dem Rücktritt Chigumburas als Kapitän trat Hamilton Masakadza 2016 dessen Nachfolge an. Bei der ICC World Twenty20 2016 in Indien schied Simbabwe in der Vorrunde aus, nachdem es gegen Afghanistan mit 59 Runs verloren hatte. Simbabwe entließ sowohl den Trainer Whatmore als auch den Kapitän Hamilton Masakadza, bevor Indien Mitte 2016 Simbabwe besuchte. Der Bowling-Trainer Makhaya Ntini wurde zum Interimstrainer ernannt, während der vorher ernannte Vizekapitän Graeme Cremer, der bei der World Twenty20 2016 nicht dabei war, vorübergehender Kapitän wurde. Lance Klusener übernahm das Batting-Training. Indiens Besuch war der vierte in sechs Jahren und man bestritt eine ODI- und T20I-Serie mit jeweils drei Spielen. Indien ließ die meisten seiner erfahrenen Spieler pausieren. Simbabwe verlor die ODI-Serie mit 0–3, was zu wütenden Reaktionen unter den Anhängern führte. Außerdem erlitten mehrere simbabwische Schlüsselspieler vor oder während der T20I-Serie Verletzungen. Dennoch gelang es Simbabwe, das erste T20I mit zwei Runs zu gewinnen, bevor es das zweite Spiel verlor. Die T20I-Serie war nach zwei Spielen mit 1–1 ausgeglichen. Im letzten Spiel verlor Simbabwe mit drei Runs und unterlag mit 1–2. Einen Monat später besuchte Neuseeland Simbabwe für zwei Tests und gewann beide Spiele mit deutlichen Ergebnissen; dies war Simbabwes sechste Niederlage hintereinander gegen die Black Caps.

### Neuanfang und kleine Erfolge
Vor dem Besuch Sri Lankas Ende September in Simbabwe wurde Streak zum Nationaltrainer Simbabwes ernannt und Ntini zum Bowling-Trainer. Simbabwe bestritt am 29. Oktober 2016 seinen 100. Test gegen Sri Lanka, verlor das Spiel jedoch mit 225 Runs. Simbabwe verlor die Testserie von zwei Spielen gegen Sri Lanka mit 0–2. Sri Lanka blieb für die Zimbabwe Tri-Series 2016/17 in Simbabwe, an der auch die West Indies teilnahmen. Nach einer Niederlage, einem Unentschieden, einem No Result und einem Sieg erreichte Simbabwe das Finale, unterlag dort jedoch gegen Sri Lanka mit sechs Wickets. Im Frühjahr 2017 bezwang Afghanistan Simbabwe in einer ODI-Serie mit 3–2. Simbabwes darauf folgende ODI-Serie Mitte des Jahres in Schottland endete mit 1–1 unentschieden. Nach 15 Jahren unternahm Simbabwe im Juni 2017 wieder eine Tour nach Sri Lanka, auf der es fünf ODIs und einen Test bestritt. Im ersten Spiel am 30. Juni 2017 in Galle erzielte Simbabwe seinen ersten ODI-Sieg in Sri Lanka; es war dies ihr erster Sieg über Sri Lanka in einer Cricket-Form. Solomon Mire erzielte ein entscheidendes Century und Simbabwe gelang eine erfolgreiche Run-Jagd von 319; dies war auch die erste erfolgreiche Run-Jagd Simbabwes von mehr als 300 Runs in Sri Lanka. Trotz des Sieges im ersten Spiel verlor Simbabwe die beiden folgenden Spiele, erholte sich jedoch davon und gewann das vierte vom Regen beeinflusste Spiel. Das fünfte Spiel gewann es schließlich mit drei Wickets. Simbabwe verlor den darauf folgenden Test mit vier Wickets, unter anderem wegen einer umstrittenen Stumping-Entscheidung am fünften Tag des Tests.
Im Oktober 2017 kehrten die früheren Spieler Brendan Taylor und Kyle Jarvis nach einer Unterbrechung von zwei Jahren zur Nationalmannschaft zurück und spielten in der Serie von zwei Tests gegen die West Indies. Simbabwe verlor den ersten Test und damit die Testserie mit 0–1. Das Remis im zweiten Test war ihr erstes in über zwölf Jahren und es erhielt die ersten Punkte auf der ICC-Rangliste, nachdem es eine Serie von zehn Niederlagen hinter sich gelassen hatte.

### Verpasste Turniere
An der Tri-Nation Series 2018 in Simbabwe nahmen Australien und Pakistan teil, die, nach vier Niederlagen Simbabwes, auch das Finale unter sich ausmachten. Bei der Qualifikation für die Cricket World Cup 2019 im März war Simbabwe Gastgeber neun anderer Mannschaften, die um die letzten beiden Plätze bei der Weltmeisterschaft in England und Wales spielten. Simbabwe spielte in Gruppe B, zusammen mit Afghanistan, Nepal, Hongkong und Schottland. Simbabwe erreichte die Super Six, nachdem es Nepal, Afghanistan sowie Hongkong bezwungen hatte und gegen Schottland ein Unentschieden erzielte. Simbabwe besiegte Irland im ersten Spiel der Super Six, verlor jedoch im zweiten Spiel gegen die West Indies. Im entscheidenden letzten Spiel erlitt Simbabwe eine überraschende Niederlage gegen die Vereinigten Arabischen Emirate mit drei Runs und verpasste die Qualifikation für die Endrunde. Damit konnte sich Simbabwe erstmals seit 1979 nicht für einen Cricket World Cup qualifizieren.
Nach diesem Misserfolg entließ Zimbabwe Cricket den gesamten Trainerstab, den Mannschaftskapitän, den U-19-Trainer und die Selektoren. Auf einer Pressekonferenz schlug der Verband vor, dass Brendan Taylor die Führung der Mannschaft übernehmen solle. Im Mai 2018 machte der Verband die Anstellung von Lalchand Rajput als Interimstrainer bekannt. Im August folgte seine Ernennung zum neuen Nationaltrainer.
2019 begann für Simbabwe mit einem Rückschlag, nachdem Graeme Cremer seine Karriere pausiert hatte und geplante Touren von Indien sowie Afghanistan gestrichen werden mussten. Simbabwe ernannte Hamilton Masakadza zum Kapitän in allen drei Formaten und Peter Moor wurde neuer Vizekapitän. Sowohl Masakadza als auch Taylor verpassten die ODI-Serie gegen die Vereinigten Arabischen Emirate verletzungsbedingt. Moor führte die Mannschaft während Masakadzas Abwesenheit an. Unter Moor gewann Simbabwe seine erste Serie nach über einer Dekade mit einem whitewash, als es die Vereinigten Arabischen Emirate mit 4–0 besiegte.
Masakadza kehrte zusammen mit Taylor zur simbabwischen Mannschaft für eine Tour in die Niederlande zurück. Simbabwe verlor die ODI-Serie mit 0–2. Nachdem die Niederlande das T20I gewonnen hatten, endete das zweite Spiel in einem Unentschieden. Simbabwe gewann das darauf folgende Super Over und egalisierte die T20I-Serie mit 1–1. Während der Tour wurde der simbabwische Verband suspendiert und ein vorläufiger Rat übernahm.

### Erneute Suspendierung und Wiederzulassung
Aufgrund politischer Interventionen seitens der Regierung und der Befürchtung, das Zuwendungen an den nationalen Verband stattdessen an die Regierung fließen würden, suspendierte der ICC Simbabwe am 18. Juli 2019 von allen internationalen Turnieren. Die Entscheidung des ICC ließ mehrere Spieler frustriert zurück. Dementsprechend konnte das Team nicht am ICC T20 World Cup Qualifier 2019 teilnehmen (als Ersatz sprang Nigeria ein) und verpasste damit die Teilnahme am ICC T20 World Cup 2021. Zimbabwe Cricket wurde kurz danach von der simbabwischen Regierung wieder eingesetzt, die Suspendierung seitens des ICC bestand jedoch fort. Währenddessen kündigten Solomon Mire und der Kapitän Hamilton Masakadza (unter dem Simbabwe alle 25 ODIs verloren hatte) ihren Rücktritt an. Trotz der Suspendierung bestätigte der Verband, dass die Mannschaft an der geplanten Tri-Nation Series in Bangladesch teilnehmen wird, da man weiterhin Spiele gegen andere Nationalmannschaft absolvieren könne. Die Tri-Nation Series begann am 13. September und das Finale wurde für den 24. September anberaumt. Masakadzas letztes Turnier für Simbabwe endete nach einem Sieg in vier Spielen mit dem Ausscheiden aus dem Turnier.
Unter dem neuen Interimskapitän Sean Williams und ohne mehrere Schlüsselspieler besuchte Simbabwe Singapur, um dort in einer Tri-Nation Series ohne Endspiel gegen den Gastgeber und Nepal zu spielen. Simbabwe bezwang Nepal im ersten Spiel, unterlag jedoch gegen Singapur im zweiten Spiel. Simbabwe gewann die beiden darauffolgenden Spiele und erzielte so seinen ersten Seriensieg im T20I-Format. Im Oktober 2019 hob das ICC die Suspendierung Simbabwes auf, wodurch die Mannschaft wieder für zukünftige ICC-Turniere zugelassen wurde.
Das Jahr 2020 begann Simbabwe mit einer Testserie gegen Sri Lanka, die es mit 0–1 verlor. Darauf folgte ein einzelnes Test Match sowie eine ODI- und T20I-Serie in Bangladesch, die das Team alle verlor. 2021 bestritt es seine erste Testserie gegen Afghanistan in den Vereinigten Arabischen Emiraten, die mit 1–1 unentschieden endete. Anschließend empfing das Team Pakistan für zwei Test Matches und drei T20Is. Während es beide Tests deutlich verlor, gelang Simbabwe der erste T20I-Sieg gegen Pakistan. Dennoch ging die T20I-Serie mit 1–2 verloren. Im Mai 2022 verlor es gegen Namibia erstmals eine bilaterale Twenty20-Serie gegen diese Mannschaft (mit 2–3). Im Juli 2022 war Simbabwe Gastgeber des T20 World Cup Global Qualifier Group B für den T20 World Cup 2022 in Australien und gewann die Qualifikation ohne Niederlage. In der Vorrunde des T20 World Cup 2022 bezwang Simbabwe Irland und Schottland, während es den West Indies unterlag, womit die Simbabwer die Super 12 erreichten. Dort musste Simbabwes Spiel gegen Südafrika aufgrund Regens nach wenigen Overs abgebrochen werden und endete ergebnislos. Danach erzielte es einen Überraschungssieg gegen Pakistan, verlor danach jedoch gegen Bangladesch, die Niederlande und Indien, womit das Team aus dem Turnier ausschied. Beim Cricket World Cup Qualifier 2023 in Simbabwe erreichte der Gastgeber nach Siegen gegen Nepal, die Niederlande, die West Indies und die Vereinigten Staaten die Super 6, wo es Oman besiegte, jedoch gegen Sri Lanka und Schottland unterlag, womit es das Hauptturnier in Indien verpasste. Die Afrika-Qualifikation für den T20 World Cup 2024 schlossen die Simbabwer hinter Namibia und Uganda auf dem dritten Platz ab, nachdem sie diesen beiden Mannschaften unterlegen waren (gegen Uganda erlitten sie ihre erste Niederlage überhaupt), womit sie das Hauptturnier in den West Indies und den Vereinigten Staaten verpassten.

### Spielerabwanderung
In Simbabwe wird Cricket – ähnlich wie Rugby, aber ganz im Gegensatz zu Fußball – noch heute als ein von „Weißen“ dominierter Sport angesehen, der bestenfalls die Mittelschicht anspricht. Dies schwächte die gesellschaftliche Stellung des Spiels in mehrfacher Hinsicht, da die Nationalmannschaft für ihre Entwicklung lange auf südafrikanische Wettbewerbe angewiesen war und die Integration benachteiligter Gesellschaftsschichten erst nach 1980 angestrebt werden konnte. Ein weiteres Problem ist die Konzentration auf teure Privatschulen, wodurch Cricket für die meisten Kinder aus niederen sozialen Schichten weitgehend unzugänglich ist. Trotz der bescheidenen Infrastruktur und beschränkten Möglichkeiten ist das Land bis auf Mittelschulniveau durchaus konkurrenzfähig. Danach erhalten Spieler jedoch wenig oder keine Vergütung, weshalb das Vereinscricket unterentwickelt und die heimische Liga unattraktiv ist. Zahlreiche talentierte Spieler gehen ins Ausland, um ihre Karriere dort fortzusetzen – vor allem nach Südafrika. Einige der bekanntesten simbabwischen Cricketspieler gehören zu diesen Abwanderern. Für Südafrika spielten unter anderem Colin Bland, Chris Duckworth, sowie David und Tony Pithey.

## Organisation
Zimbabwe Cricket (ZC) wurde 1898 als Rhodesia Cricket Union (RCU) gegründet, 1980 in Zimbabwe Cricket Union (ZCU) umbenannt und nahm 1992 seinen heutigen Namen an. Der Verband ist verantwortlich für die Organisation des Cricket in Simbabwe. Am 6. Juli 1992 wurde er als assoziiertes Mitglied in den International Cricket Council (ICC) aufgenommen und am 6. Juli 1992 wurde Simbabwe Vollmitglied des ICC. Der simbabwische Verband war außerdem im Jahr 1997 Gründungsmitglied des Kontinentalverbandes Africa Cricket Association (ACA).
Zimbabwe Cricket stellt die Simbabwe vertretenen Cricket-Nationalmannschaften, einschließlich der für die Männer, Frauen und Jugend, zusammen. Der Verband ist außerdem verantwortlich für die Durchführung von Test-, ODI- und T20I-Serien gegen andere Nationalmannschaften sowie die Organisation von Heimspielen und -turnieren. Neben der Aufstellung des Teams ist er verantwortlich für den Kartenverkauf, der Gewinnung von Sponsoren und der Vermarktung der Medienrechte.
Kinder und Jugendliche werden bereits in der Schule an den Cricketsport herangeführt und je nach Interesse und Talent beginnt dann die Ausbildung. Wie andere Cricketnationen verfügt Simbabwe über eine U-19-Nationalmannschaft, die an der entsprechenden Weltmeisterschaft teilnimmt. Die zweite Nationalmannschaft Simbabwes bildet Zimbabwe A, deren Spiele über First-Class- bzw. List-A-Status verfügen.

## Trikot, Logo und Spitzname

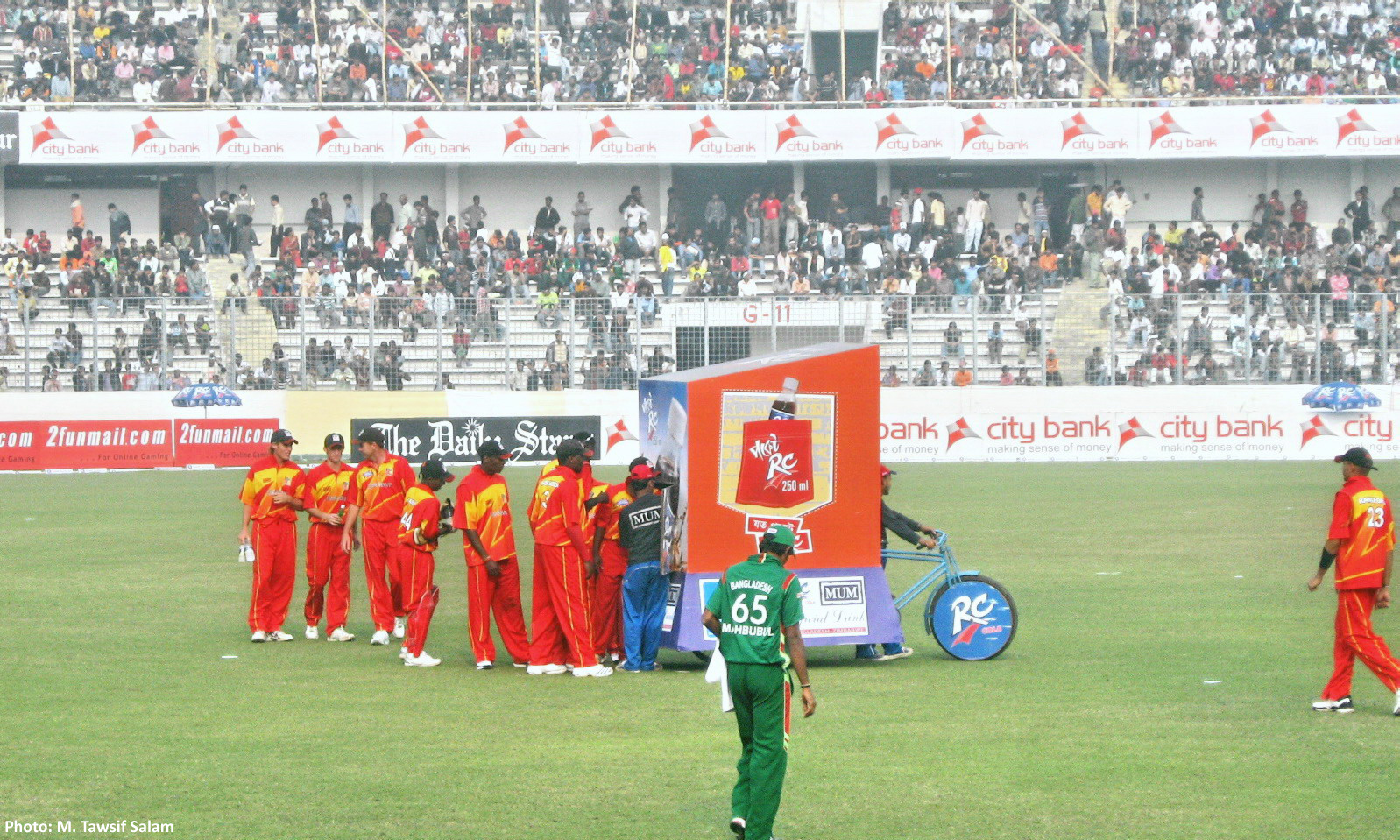
Simbabwes Spieler am 23. Januar 2009 im Sher-e-Bangla National Cricket Stadium in Dhaka bei einer Trinkpause während des ODIs gegen Bangladesch

Der Simbabwe-Vogel, Nationalsymbol Simbabwes

Im Test Cricket trägt Simbabwe weiße Cricket-Kleidung mit dem Simbabwe-Vogel auf der linken Brust und dem Logo des Sponsors auf der rechten Brust. Feldspieler tragen entweder einen dunkelgrünen Hut oder einen weißen Sonnenhut, die jeweils den Simbabwe-Vogel zeigen. Die Crickethelme der Batter sind auf ähnliche Weise gestaltet.
Im ODI- und T20I-Cricket tragen Simbabwes Spieler rote Trikots, meist mit gelben Akzenten, ab und zu aber auch grün oder schwarz. Feldspieler tragen eine rote Baseball-Kappe oder einen roten Sonnenhut. Die Helme der Batter sind dunkelgrün gehalten. Bei offiziellen ICC-Turnieren erscheint das Logo des Sponsors auf dem rechten Ärmel und die Aufschrift ZIMBABWE auf der Vorderseite des Trikots.
Derzeit werden die Trikots von Vega Sportswear hergestellt. Davor waren Reebok (2011–2013), Ihsan Sports (2004–2007), Asics (1999) und International Sports Clothing (1992–1996) Trikotausrüster. Seit 2018 ist PPC Zimbabwe Sponsor der Mannschaft. Frühere Sponsoren waren Castle Lager (2013–2018), CBZ Limited (2010–2013), Old Mutual Life Assurance (2002–2004) und Zimbabwe Sun.
Der Spitzname der simbabwischen Cricket-Nationalmannschaft lautet The Chevrons und ist vom zickzackförmigen Fugenmuster an den Mauern der Ruinenstadt Groß-Simbabwe abgeleitet. Das Logo zeigt oben links ein Wicket, oben rechts eine Cricketfeldbegrenzung, unten links einen Cricketball und unten rechts einen Simbabwe-Vogel.

## Stadien
Simbabwe verfügt über kein offizielles Heimstadion für seine Nationalmannschaft, sondern bestreitet seine Heimspiele in verschiedenen Stadien Simbabwe. Die simbabwische Mannschaft hat bisher auf heimischen Boden vier Stadien für die Austragung von Cricketspielen verwendet:
| Nr. | Stadion                                    | Stadt    | Erstaustragung   |
| --- | ------------------------------------------ | -------- | ---------------- |
| 1   | Harare Sports Club (Salisbury Sports Club) | Harare   | 18. Oktober 1992 |
| 2   | Bulawayo Athletic Club                     | Bulawayo | 1. November 1992 |
| 3   | Queens Sports Club                         | Bulawayo | 20. Oktober 1994 |
| 4   | Takashinga Cricket Club                    | Harare   | 18. Juni 2023    |

## Internationale Touren
Wie es seit dem Beginn des internationalen Crickets üblich ist, unternimmt die simbabwische Cricket-Nationalmannschaft zum Teil monatelange Touren ins Ausland, um gegen andere Nationalteams sowie gegen Regionalauswahlen und Cricketclubs anzutreten. Ebenso empfängt man daheim durch Simbabwe tourenden Nationalteams. Im heimischen Sommer ist man entweder Gastgeber oder tourt durch andere Cricketnationen der Südhemisphäre und im heimischen Winter tourt man durch die Cricketnationen der Nordhemisphäre. Dabei spielt Simbabwe im Test Cricket seit 1999 gegen Australien um die Southern Cross Trophy und seit 2001 gegen die West Indies um die Clive Lloyd Trophy.

## Spieler

### Bekannte Spieler
Ein ehemaliger simbabwischer Spieler wurde aufgrund seiner herausragenden Leistung in die ICC Cricket Hall of Fame aufgenommen:
| Spieler     | Position      | Aufnahme |
| ----------- | ------------- | -------- |
| Andy Flower | Wicket-Keeper | 2021     |

### Spielerstatistiken
Insgesamt haben für Simbabwe 126 Spieler Tests, 154 Spieler ODIs und 74 Spieler T20Is gespielt. Im Folgenden sind die Spieler aufgeführt, die für die simbabwische Mannschaft die meisten Runs und Wickets erzielt haben.

#### Runs
| Test                    | Test                    | Test                    | Test                    | ODI                     | ODI                     | ODI                     | ODI                     | T20I                    | T20I                    | T20I                    | T20I                    |
| Spieler                 | Zeitraum                | Tests                   | Runs                    | Spieler                 | Zeitraum                | ODIs                    | Runs                    | Spieler                 | Zeitraum                | T20Is                   | Runs                    |
| ----------------------- | ----------------------- | ----------------------- | ----------------------- | ----------------------- | ----------------------- | ----------------------- | ----------------------- | ----------------------- | ----------------------- | ----------------------- | ----------------------- |
| Andy Flower             | 1992–2002               | 63                      | 4.794                   | Andy Flower             | 1992–2003               | 213                     | 6.786                   | Sikandar Raza           | 2013–heute              | 77                      | 1.709                   |
| Grant Flower            | 1992–2004               | 67                      | 3.457                   | Brendan Taylor          | 2004–2021               | 205                     | 6.684                   | Hamilton Masakadza      | 2006–2019               | 66                      | 1.662                   |
| Alistair Campbell       | 1992–2002               | 60                      | 2.858                   | Grant Flower            | 1992–2010               | 221                     | 6.571                   | Sean Williams           | 2006–heute              | 74                      | 1.640                   |
| Brendan Taylor          | 2004–2021               | 34                      | 2.320                   | Hamilton Masakadza      | 2001–2019               | 209                     | 5.658                   | Craig Ervine            | 2010–heute              | 65                      | 1.349                   |
| Hamilton Masakadza      | 2001–2018               | 38                      | 2.223                   | Alistair Campbell       | 1992–2003               | 188                     | 5.185                   | Ryan Burl               | 2018–heute              | 69                      | 1.052                   |
| Stand: 1. Dezember 2023 | Stand: 1. Dezember 2023 | Stand: 1. Dezember 2023 | Stand: 1. Dezember 2023 | Stand: 1. Dezember 2023 | Stand: 1. Dezember 2023 | Stand: 1. Dezember 2023 | Stand: 1. Dezember 2023 | Stand: 1. Dezember 2023 | Stand: 1. Dezember 2023 | Stand: 1. Dezember 2023 | Stand: 1. Dezember 2023 |

#### Wickets
| Test                    | Test                    | Test                    | Test                    | ODI                     | ODI                     | ODI                     | ODI                     | T20I                    | T20I                    | T20I                    | T20I                    |
| Spieler                 | Zeitraum                | Tests                   | Wickets                 | Spieler                 | Zeitraum                | ODIs                    | Wickets                 | Spieler                 | Zeitraum                | T20Is                   | Wickets                 |
| ----------------------- | ----------------------- | ----------------------- | ----------------------- | ----------------------- | ----------------------- | ----------------------- | ----------------------- | ----------------------- | ----------------------- | ----------------------- | ----------------------- |
| Heath Streak            | 1993–2005               | 65                      | 216                     | Heath Streak            | 1993–2005               | 187                     | 237                     | Tendai Chatara          | 2010–heute              | 56                      | 62                      |
| Ray Price               | 1999–2013               | 22                      | 080                     | Prosper Utseya          | 2004–2015               | 164                     | 133                     | Luke Jongwe             | 2015–heute              | 52                      | 55                      |
| Paul Strang             | 1994–2001               | 24                      | 070                     | Graeme Cremer           | 2009–2018               | 096                     | 119                     | Richard Ngarava         | 2019–heute              | 43                      | 52                      |
| Henry Olonga            | 1995–2002               | 30                      | 068                     | Tendai Chatara          | 2013–heute              | 087                     | 115                     | Sikandar Raza           | 2013–heute              | 77                      | 52                      |
| Graeme Cremer           | 2005–2017               | 19                      | 057                     | Grant Flower            | 1992–2010               | 221                     | 104                     | Ryan Burl               | 2018–heute              | 69                      | 49                      |
| Stand: 1. Dezember 2023 | Stand: 1. Dezember 2023 | Stand: 1. Dezember 2023 | Stand: 1. Dezember 2023 | Stand: 1. Dezember 2023 | Stand: 1. Dezember 2023 | Stand: 1. Dezember 2023 | Stand: 1. Dezember 2023 | Stand: 1. Dezember 2023 | Stand: 1. Dezember 2023 | Stand: 1. Dezember 2023 | Stand: 1. Dezember 2023 |

### Mannschaftskapitäne
Bisher haben insgesamt zwölf Spieler als Kapitän für Simbabwe bei einem Testmatch fungiert, 23 für ein ODI und zehn für ein T20I.
| Test | Test               | Test       | ODI                | ODI        | T20I               | T20I       |
| Nr.  | Name               | Zeitraum   | Name               | Zeitraum   | Name               | Zeitraum   |
| ---- | ------------------ | ---------- | ------------------ | ---------- | ------------------ | ---------- |
| 1    | David Houghton     | 1992–1993  | Duncan Fletcher    | 1983       | Prosper Utseya     | 2006–2010  |
| 2    | Andy Flower        | 1993–2000  | John Traicos       | 1987       | Elton Chigumbura   | 2010–2016  |
| 3    | Alistair Campbell  | 1996–2002  | David Houghton     | 1992–1993  | Brendan Taylor     | 2011–2021  |
| 4    | Heath Streak       | 2000–2004  | Andy Flower        | 1993–2000  | Sikandar Raza      | 2015–heute |
| 5    | Brian Murphy       | 2001       | Alistair Campbell  | 1996–2002  | Hamilton Masakadza | 2016–2019  |
| 6    | Stuart Carlisle    | 2001–2002  | Heath Streak       | 2000–2004  | Graeme Cremer      | 2016–2018  |
| 7    | Tatenda Taibu      | 2004–2005  | Grant Flower       | 2001       | Sean Williams      | 2019–2021  |
| 8    | Brendan Taylor     | 2011–2021  | Guy Whittall       | 2001       | Chamu Chibhabha    | 2020       |
| 9    | Hamilton Masakadza | 2013–2018  | Brian Murphy       | 2001       | Craig Ervine       | 2021–2023  |
| 10   | Graeme Cremer      | 2016–2017  | Stuart Carlisle    | 2001–2002  | Regis Chakabva     | 2022       |
| 11   | Sean Williams      | 2020–2021  | Tatenda Taibu      | 2004–2005  |                    |            |
| 12   | Craig Ervine       | 2020–heute | Terry Duffin       | 2006       |                    |            |
| 13   |                    |            | Prosper Utseya     | 2006–2010  |                    |            |
| 14   |                    |            | Hamilton Masakadza | 2008–2019  |                    |            |
| 15   |                    |            | Elton Chigumbura   | 2010–2016  |                    |            |
| 16   |                    |            | Brendan Taylor     | 2011–2021  |                    |            |
| 17   |                    |            | Graeme Cremer      | 2016–2018  |                    |            |
| 18   |                    |            | Peter Moor         | 2019       |                    |            |
| 19   |                    |            | Chamu Chibhabha    | 2020       |                    |            |
| 20   |                    |            | Sean Williams      | 2020–2023  |                    |            |
| 21   |                    |            | Craig Ervine       | 2021–heute |                    |            |
| 22   |                    |            | Regis Chakabva     | 2022       |                    |            |
| 23   |                    |            | Sikandar Raza      | 2022–2023  |                    |            |

## Bilanz
Die Mannschaft hat die folgenden Bilanzen gegen die anderen Vollmitglieder des ICC im Test-, ODI- und T20I-Cricket (Stand: 1. Dezember 2023).
| Gegner      | Tests | Tests | Tests | Tests | Tests | ODIs | ODIs | ODIs | ODIs | ODIs | T20Is | T20Is | T20Is | T20Is | T20Is |
| Gegner      | Sp.   | S     | U     | N     | R     | Sp.  | S    | U    | N    | NR   | Sp.   | S     | U     | N     | NR    |
| ----------- | ----- | ----- | ----- | ----- | ----- | ---- | ---- | ---- | ---- | ---- | ----- | ----- | ----- | ----- | ----- |
| Afghanistan | 2     | 1     | 0     | 1     | 0     | 28   | 10   | 0    | 18   | 0    | 15    | 1     | 0     | 14    | 0     |
| Australien  | 3     | 0     | 0     | 3     | 0     | 33   | 3    | 0    | 29   | 1    | 3     | 1     | 0     | 2     | 0     |
| Bangladesch | 18    | 7     | 0     | 8     | 3     | 81   | 30   | 0    | 51   | 0    | 20    | 7     | 0     | 13    | 0     |
| England     | 6     | 0     | 0     | 3     | 3     | 30   | 8    | 0    | 21   | 1    | 1     | 0     | 0     | 1     | 0     |
| Indien      | 11    | 2     | 0     | 7     | 2     | 66   | 10   | 2    | 54   | 0    | 8     | 2     | 0     | 6     | 0     |
| Irland      | 0     | 0     | 0     | 0     | 0     | 19   | 8    | 1    | 8    | 2    | 12    | 6     | 0     | 6     | 0     |
| Neuseeland  | 17    | 0     | 0     | 11    | 6     | 38   | 9    | 1    | 27   | 1    | 6     | 0     | 0     | 6     | 0     |
| Pakistan    | 19    | 3     | 0     | 12    | 4     | 62   | 4    | 2    | 54   | 2    | 18    | 2     | 0     | 16    | 0     |
| Sri Lanka   | 20    | 0     | 0     | 14    | 6     | 61   | 12   | 0    | 47   | 2    | 3     | 0     | 0     | 3     | 0     |
| Südafrika   | 9     | 0     | 0     | 8     | 1     | 41   | 2    | 0    | 38   | 1    | 6     | 0     | 0     | 5     | 1     |
| West Indies | 12    | 0     | 0     | 8     | 4     | 49   | 11   | 1    | 36   | 1    | 4     | 1     | 0     | 3     | 0     |

## Internationale Turniere

### World Test Championship
- 2019–2021: nicht qualifiziert
- 2021–2023: nicht qualifiziert
- 2023–2025: nicht qualifiziert
- 2025–2027: nicht qualifiziert

### Cricket World Cup
- 1975: Nicht startberechtigt
- 1979: Nicht startberechtigt
- 1983: Vorrunde (Qualifikation)
- 1987: Vorrunde (Qualifikation)
- 1992: Vorrunde (Qualifikation)
- 1996: Vorrunde
- 1999: Super 6
- 2003: Super 6
- 2007: Vorrunde
- 2011: Vorrunde
- 2015: Vorrunde
- 2019: nicht qualifiziert (Qualifikation)
- 2023: nicht qualifiziert (Qualifikation)
- 2027: qualifiziert
- 2031: noch ausstehend

### Champions Trophy
- 1998: Qualifikationsrunde
- 2000: Viertelfinale
- 2002: Vorrunde
- 2004: Vorrunde
- 2006: Qualifikationsrunde
- 2009: nicht qualifiziert
- 2013: nicht qualifiziert
- 2017: nicht qualifiziert
- 2025: nicht qualifiziert
- 2029: noch ausstehend

### T20 World Cup
- 2007: Vorrunde
- 2009: zurückgezogen
- 2010: Vorrunde
- 2012: Vorrunde (Qualifikation)
- 2014: Vorrunde (Qualifikation)
- 2016: Vorrunde (Qualifikation)
- 2021: nicht qualifiziert (Qualifikation)
- 2022: Super 12
- 2024: nicht qualifiziert (Qualifikation)
- 2026: noch ausstehend
- 2028: noch ausstehend
- 2030: noch ausstehend